# Молода Гвардія (поїзд)
«Молода Гвардія» — колишній фірмовий пасажирський поїзд Укрзалізниці 1-го та 2-го класу комфортності № 125/126 сполученням Костянтинівка — Київ складом Донецької залізниці, який курсував щоденно цілий рік. До 2014 року поїзд курсував під № 87/88 сполученням Київ — Луганськ складом Донецької залізниці.

## Історія
До 2011 року поїзд курсував під  № 88/87 під тією ж назвою і сполученням, який прямував через Полтаву, Харків, Лиман, Бахмут, Горлівку, Дебальцеве, Алчевськ, Родакове.
У 2011 році поїзд був скасований, проте згодом був відновлений зі змінами: поїзд під № 125/126 і після Харкова курсував через станції Куп'янськ-Вузловий, Сватове, Лисичанськ, Попасна та далі за старим маршрутом до відміни.
З 13 травня 2012 року поїзд був тимчасово скасований через ремонтні роботи.
З 1 вересня 2013 року у поїзді вартість постільних приналежностей  була дешевше на 50 копійок ніж на інших регіональних залізницях.
З 10 червня 2014 року була відкрита продаж квитків на поїзд за 30 днів до відправлення.
З 25 липня 2014 року на шість поїздів Донбаського напрямку були змінені маршрути руху, внаслідок якого скасовані рейси поїздів: №« 19/20 «Лугань», № 125/126 «Молода Гвардія», № 564/563, № 286/285 Луганськ — Київ, № 11/12 Луганськ — Москва, а поїзду № 787/788 Луганськ — Харків маршрут руху було скорочено до станції Костянтинівка.
З 23 лютого 2015 року поїзд курсував за новим маршрутом через станції Лозову, Слов'янськ, Краматорськ та Дружківка. За рахунок зміни маршруту графік руху поїзда став більш зручним, а час його в дорозі скорочено майже на 3 години. Раніше поїзд курсував через Суми, Харків та Лиман.
З 9 серпня 2014 року поїзд все ж таки був відновлений, проте курсував  до станції Ясинувата-Пасажирська.
З 15 серпня 2014 року маршрут руху поїзда було скорочено до станції Костянтинівка, який курсував до повномасштабного російського вторгнення в Україну.
Курсував у спільному обігу з поїздом «Азов» № 84/83 сполученням Маріуполь — Київ.

## Інформація про курсування
Розклади руху поїзда станом на 2014 рік:
| Розклад руху поїзда від станції Луганськ      | Розклад руху поїзда від станції Луганськ | Розклад руху поїзда від станції Луганськ | Розклад руху поїзда від станції Луганськ | Розклад руху поїзда від станції Луганськ |
| Час прибуття                                  | Час відправлення                         | Станція                                  | Час прибуття                             | Час відправлення                         |
| --------------------------------------------- | ---------------------------------------- | ---------------------------------------- | ---------------------------------------- | ---------------------------------------- |
| —                                             | 17:30                                    | Луганськ                                 | 11:48                                    | —                                        |
| 14:52                                         | —                                        | Київ                                     | —                                        | 14:24                                    |
| Розклад руху поїзда від станції Костянтинівка |                                          |                                          |                                          |                                          |
| —                                             | 21:45                                    | Костянтинівка                            | 10:05                                    | —                                        |
| 09:44                                         | —                                        | Київ                                     | —                                        | 22:20                                    |

## Склад поїзда
Зазвичай поїзд складався з 17 вагонів різного види комфортності:
- 13 плацкартних;
- 4 купейних.